# Karelien
Karelien (karelisch und finnisch Karjala, russisch Карелия Karelija, schwedisch Karelen) ist eine historische Landschaft in Nordosteuropa. Heute ist sie zwischen Russland und Finnland geteilt. Der russische Teil umfasst die Republik Karelien und reicht in die Leningrader Oblast hinein, der finnische Teil besteht aus den Landschaften Südkarelien und Nordkarelien. In Karelien leben vorwiegend – je nach Region – Russen, Finnen (historisch auch Finnlandschweden), Karelier und Wepsen.

## Lage, Ausdehnung

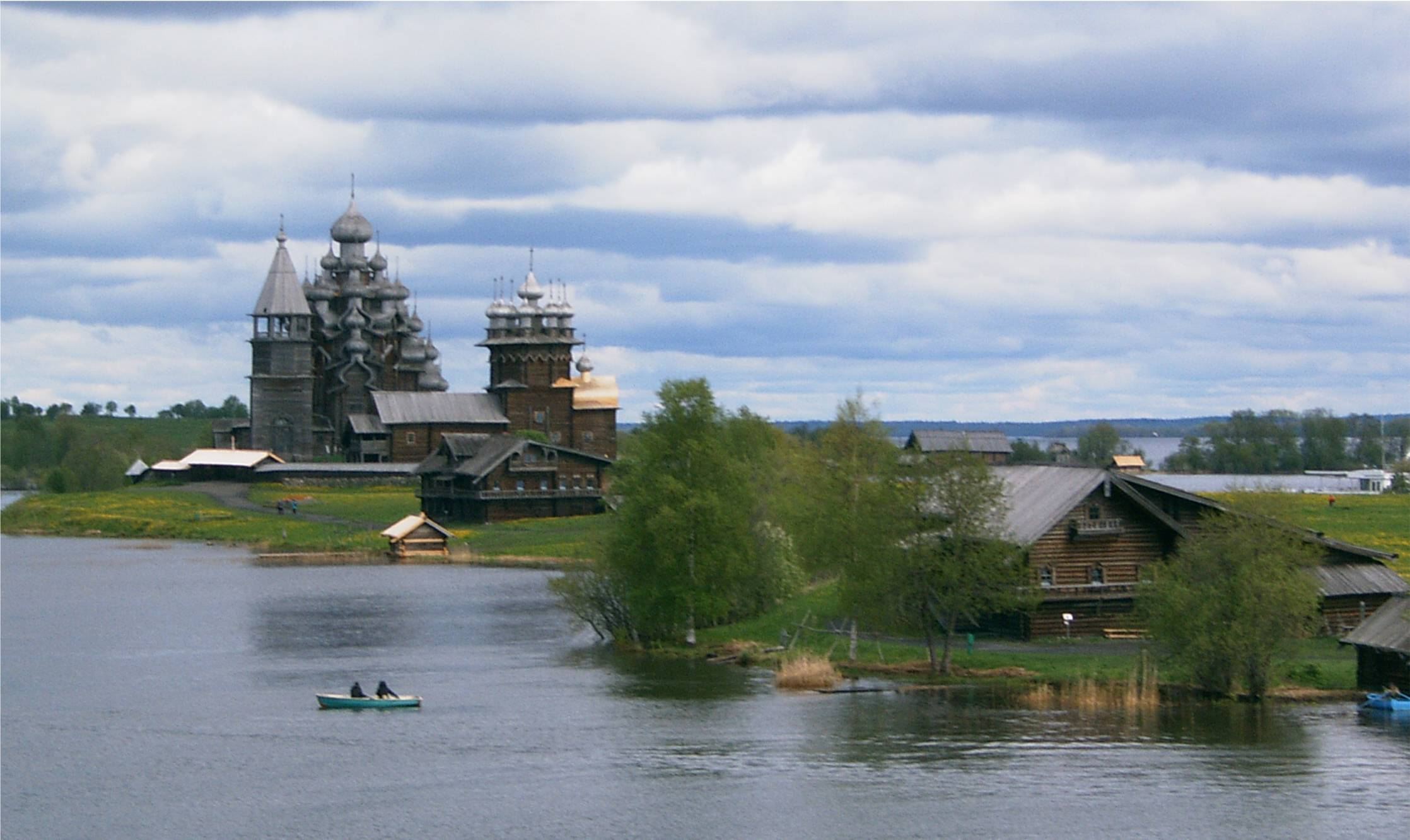
Freilichtmuseum auf der Insel Kischi im Onegasee

Karelien liegt im Nordosten Europas zwischen Ostsee und Weißem Meer. In Nord-Süd-Richtung erstreckt sich die Region etwa zwischen dem 60. Breitengrad und dem Polarkreis. Im Osten hin begrenzen das Weiße Meer, der Onegasee, der Ladogasee und der Finnische Meerbusen das Gebiet. Im Westen geht Karelien in die finnischen Landschaften Savo und Kainuu über. Die Gesamtfläche Kareliens beträgt ca. 200,000 km².

## Einteilung und Bedeutung
Traditionell wird der russische Teil Kareliens in vier Gebiete untergliedert. Der Nordteil zwischen Weißem Meer und finnischer Grenze wird Weißkarelien genannt. Südlich daran schließt sich das zwischen Onega- und Ladogasee gelegene Olonez-Karelien an. Das nördlich des Ladogasees gelegene Ladoga-Karelien gehörte ebenso wie die Karelische Landenge zwischen Ladogasee und Finnischem Meerbusen bis 1944 zu Finnland. Heute umfasst die Republik Karelien Weiß-, Olonez- und Ladoga-Karelien, während die Karelische Landenge zur Leningrader Oblast gehört. Der finnische Teil Kareliens wird heute in die Landschaften Nordkarelien und Südkarelien unterteilt und umfasst darüber hinaus Teile von Kymenlaakso (Seekarelien), Nordsavo und Südsavo.

Zugehörigkeit und Gliederung Kareliens
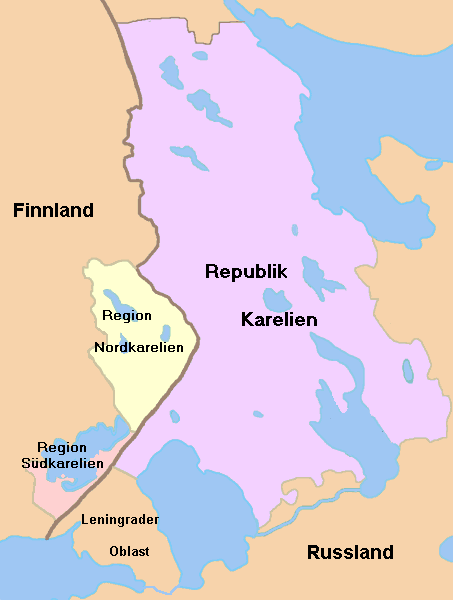
Karelien heute
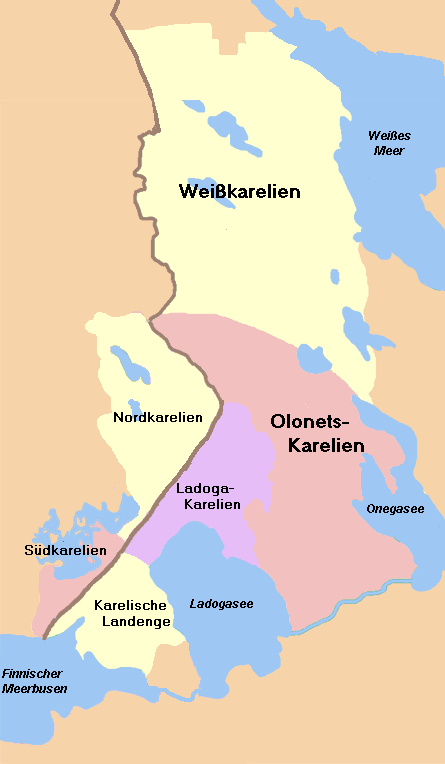
Karelien – historisch
Ost- und Westkarelien

Die Karelier und die zum Teil in Karelien lebenden Wepsen gehören wie auch die Samen zu den Urvölkern in Nordeuropa. Karelien ist eher eine historische Region als eine politisch-geschichtliche Einheit. Es hat eine besondere mythologische Bedeutung im Bewusstsein der Finnen, das sich in der Kalevala, dem Nationalepos der finnischen Völker, kristallisiert. Die Gedichte für dieses Werk hat der Landarzt Elias Lönnrot (1802–1884) auf vielen Wanderungen insbesondere in Weißkarelien, aber auch in Ladoga-Karelien gesammelt.
In diesem Zusammenhang spielt es eine untergeordnete Rolle, dass Weißmeer-Karelien immer unter russisch-orthodoxem Einfluss stand, während sich das westliche und südliche Karelien unter wechselndem schwedischen und russischen Einfluss entwickelte.

## Geschichte

### Frühzeit und schwedische Herrschaft

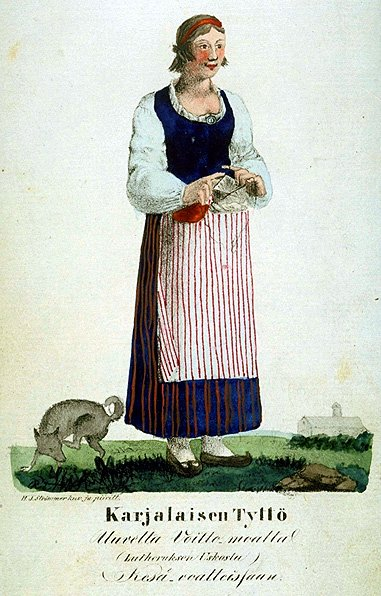
Karelische Tracht

Die frühesten menschlichen Spuren in Karelien weisen in das 6./7. Jahrtausend v. Chr. und deuten auf eine Jäger- und Fischerkultur, darunter wahrscheinlich die Vorfahren der heutigen Samen. Im ersten vorchristlichen Jahrtausend kamen Eisenverarbeitung, Land- und Viehwirtschaft hinzu, und es lassen sich bereits Stämme der finno-ugrischen Sprachgruppe unterscheiden. Die Karelier bewohnten die Karelische Landenge und das Land nördlich des Ladogasees sowie zwischen Ladoga- und Onegasee und den Norden. Zu Beginn des 11. Jahrhunderts gelangten Karelier bis an die Küsten des Weißen Meeres. Gleichzeitig drangen Slawen mit neuen Agrartechniken, Salzsiederei und Seehandel ein.
Seit dem 9. Jahrhundert geriet Karelien unter den Einfluss der Kiewer Rus und nach deren Zerfall im 12. Jahrhundert gelangte es unter die Herrschaft der Stadtrepublik Nowgorod. Bis zum Ende des 13. Jahrhunderts blieb Karelien jedoch politisch souverän. In dieser Zeit befand sich das Stammeszentrum in Korela. 1227 erfolgte die Taufe und Missionierung der Karelier und der Ves unter dem Druck des Nowgoroder Fürsten Jaroslaw II. Wsewolodowitsch nach russisch-orthodoxen Ritus. Geistliches Zentrum wurde das im 12. Jahrhundert gegründete Kloster Walaam im Ladogasee. Gegen die Kreuzzüge deutscher und schwedischer Ritter im Ostbaltikum Ende des 12. und im 13. Jahrhundert verbündeten sich Karelier und Nowgoroder. 1310 baute Nowgorod Korela zur Festung aus.
Im dritten „Schwedischen Kreuzzug“ (1293–1295) eroberten die Schweden unter Torkel Knutsson den westlichen Teil Kareliens und errichteten die Burg Wiborg. Im Vertrag von Nöteborg wurde Karelien 1323 zwischen den beiden Reichen geteilt. Seit dieser Zeit entwickelten sich West- und Ostkarelien in verschiedene Richtungen.
Ostkarelien mit den Gebieten am Weißen Meer und am Onega blieb russisch-orthodox geprägt, während Schwedisch-Karelien am Ladoga und Finnischen Meerbusen katholisch blieb und mit der Reformation protestantisch wurde.
Wiburg wurde auch zur Hauptstadt der schwedischen Provinz (landskap) Karelen, die bisweilen auch als „Schwedisch-Karelien“ oder „Finnisch-Karelien“ bezeichnet wird. Mit der Verwaltungsreform von 1634 wurde es Hauptstadt des Viborgs och Nyslotts län. Das Gebiet um den Ladogasee wurde zum Kexholms län.

### Russische Herrschaft
Im Frieden von Nystad 1721 erhielt Russland wieder den größten Teil Kareliens. Er wurde in der Folge als Altfinnland bezeichnet. 1809 fiel ganz Finnland an Russland. Als Zeichen seines guten Willens vereinigte Zar Alexander I. 1812 Altfinnland mit dem 1809 aus den vormals schwedischen Gebieten geschaffenen Großfürstentum Finnland wieder.
Nach der Oktoberrevolution und der finnischen Unabhängigkeitserklärung 1917 war Karelien Schauplatz blutiger Kämpfe des Finnischen Bürgerkriegs. Zudem kämpften finnische Truppen gegen das bolschewistische Russland. Im Olonez-Feldzug versuchte Finnland vergebens, auch Teile Ostkareliens seinem Staatsgebiet hinzuzufügen. 1920 erkannte Russland die Unabhängigkeit Finnlands in den Grenzen des ehemaligen Großfürstentums an. Aus dem Russischen Karelien wurde 1923 die Karelische Autonome Sozialistische Sowjetrepublik (ASSR) innerhalb der Russischen Sozialistischen Föderativen Sowjetrepublik.

### Zwischen Finnland und der Sowjetunion
Während des Zweiten Weltkriegs war Karelien erneut heftig umkämpft. Mit der Niederlage Finnlands im Winterkrieg (1939–1940) fiel der Großteil Westkareliens im Frieden von Moskau an die Sowjetunion und wurde mit der Karelischen ASSR zur Karelo-Finnischen SSR zusammengefasst. Die etwa 450.000 Finnen aus dem besetzten Gebiet flohen oder wurden vertrieben (siehe Lastenausgleich (Finnland)).
Vorsitzender des Obersten Republiksowjets wurde Otto Kuusinen, der bereits einer im Winterkrieg gebildeten prosowjetischen finnischen Gegenregierung vorgestanden hatte.
Im Fortsetzungskrieg (1941–1944) eroberte Finnland mit deutscher Unterstützung die abgetretenen Gebiete zurück und hielt zudem den Großteil Ostkareliens besetzt. Nach der erneuten Niederlage Finnlands wurde 1947 im Pariser Frieden die Grenzziehung und somit die heutige Grenze festgelegt. Die Sowjetunion siedelte in diesem Gebiet z. B. Ukrainer an. Regionalstudien können belegen, dass diese sich bis heute eher als Statthalter der ursprünglichen Bewohner fühlen, da sie selbst den Prozess der Zwangsumsiedlung durchlebt haben. So pflegen etwa einige Bewohner die Gräber der früheren finnischen Bevölkerung.
Nach der Auflösung der Sowjetunion 1991 wurde die Karelische ASSR zur Republik Karelien. Danach entwickelte sich bis zum russischen Überfall auf die Ukraine 2022 ein reger Grenzverkehr und viele aus Karelien stammende Finnen besuchten ihre frühere Heimat, die nun in Russland liegt.

## Trivia
Der Komponist Jean Sibelius (1865–1957) beschäftigte sich in seinem Schaffen mehrmals mit der Region: Im Jahr 1892 komponierte er En Saga, zu dem er unter anderem auf seiner Heimatreise aus Karelien inspiriert wurde. Später schuf er die Karelia-Suite, eine populäre Fassung seiner Karelischen Musik, aus der besonders das Stück Intermezzo (I) große Bekanntheit erlangte.
Der Asteroid (1391) Carelia ist nach dem lateinischen Namen der Region benannt.
Die in Joensuu in Nordkarelien gegründete Melodic-Death-Metal-Band Insomnium veröffentlichte 2019 ein fast achtminütiges Instrumentalstück namens Karelia.
Im Jahre 1992 veröffentlichte die finnische Metal-Band Amorphis ihr Debütalbum The Karelian Isthmus, dessen Eröffnungstitel ebenfalls ein (kurzes) Instrumentalstück mit dem Titel Karelia ist.
Die finnische Melodic-Death-Metal Band Wolfheart veröffentlichte 2020 ihr fünftes Studioalbum unter dem Namen Wolfs of Karelia.
Auf dem vierten Studioalbum Crack the Skye (2009) der amerikanischen Metal-Band Mastodon befindet sich das Stück Ghost of Karelia, in dem die Seele des ermordeten Rasputin mit der Seele des Kind-Protagonisten des Albums gegen teuflische Bedrohungen nach Norden flieht, um sie wieder zu ihrem Körper zurückzubringen.